# Comitato paralimpico spagnolo
Il Comitato paralimpico spagnolo (in spagnolo Comité Paralímpico Español) è l'organizzazione che coordina le attività sportive paralimpiche in Spagna. Fu fondato nel 1995. Nel 1998 al CPE vennero riconosciute le medesime funzioni del comitato olimpico spagnolo.

## Federazioni
- Federación Española de Deportes para Ciegos (FEDC)
- Federación Española de Deportes de Personas con Discapacidad Física (FEDDF)
- Federación Española de Deportes para Discapacitados Intelectuales (FEDDI)
- Federación Española de Deportes para Sordos (FEDS)
- Federación Española de Deportes de Paralíticos Cerebrales (FEDPC)